# Людорфии
Людорфии (лат. Luehdorfia) — род бабочек из семейства Парусники. Родовое название дано в честь Фридриха Августа Людорфа (1834—1891; Friedrich August Lühdorf), который жил и работал на Дальнем Востоке.

## Виды
Род включает следующие виды: 
- Luehdorfia chinensis Leech, 1893
- Luehdorfia puziloi (Erschoff, 1872)
- Luehdorfia longicaudata (Lee, 1982)
- Luehdorfia japonica Leech, 1889
- Luehdorfia taibai (Chou, 1994)

## Ареал
Китай, Корея, Дальний Восток России и Япония.
На территории России обитает только один вид — людорфия Пуцило.

## Кормовые растения гусениц
Растения родов: Asarum, Heterotropa, и Asiasarum (Aristolochiaceae)